# Passive data structure
En informatique et programmation orientée objet, une passive data structure (PDS, à ne pas confondre avec Partitioned Data Sets d'IBM; également appelé une plain old data structure, ou plain old data (POD)), est un terme indiquant un enregistrement, en opposition aux objets. Il s'agit d'une structure de données représenté uniquement de collections passives de champ de valeurs (variables d'instance), sans utilisation de fonctionnalités orientées objet.